# Canton de Tours-Sud
Le Canton de Tours-Sud est un ancien canton français situé dans le département d'Indre-et-Loire et la région Centre.

## Composition

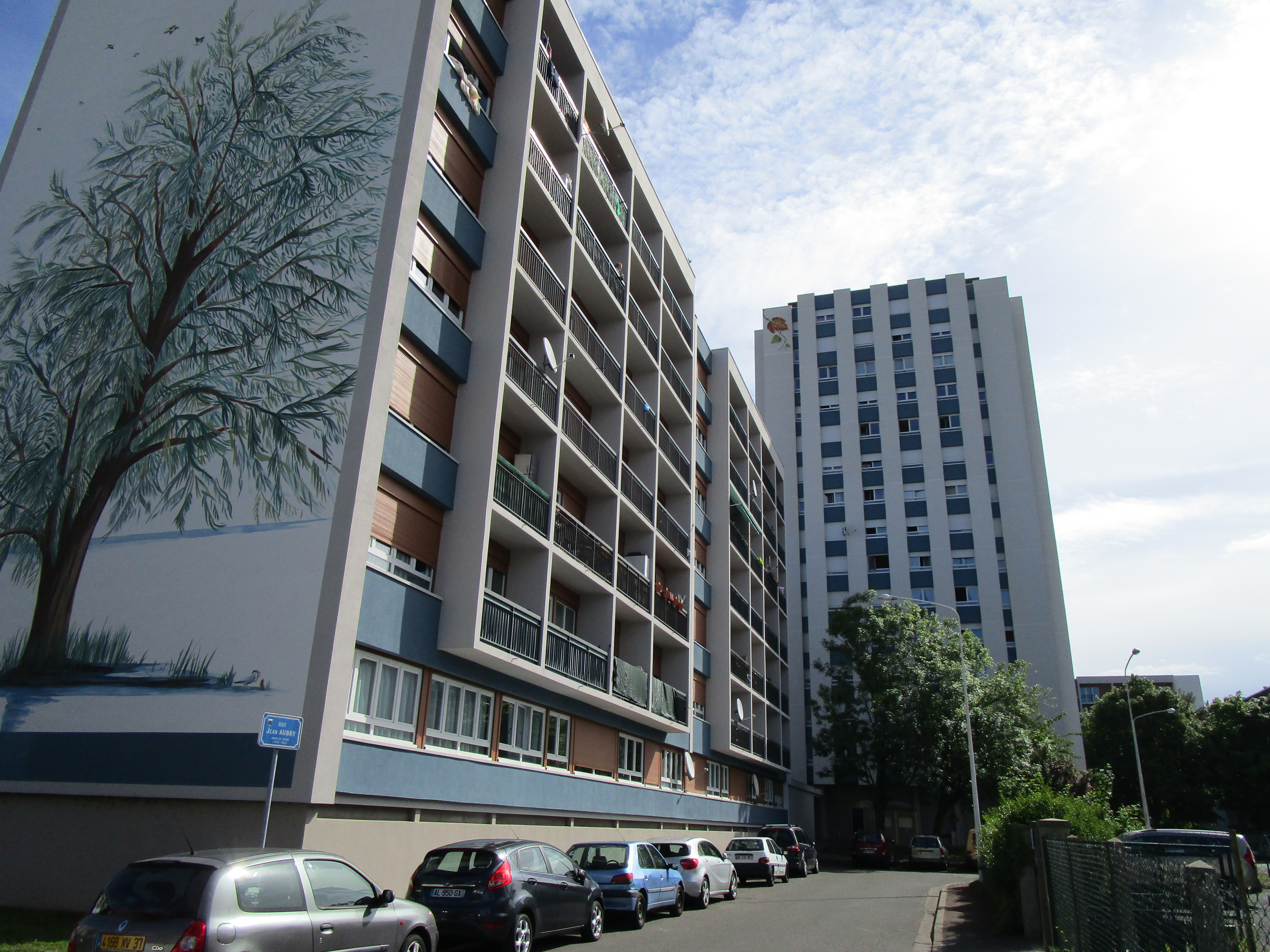
Le quartier du Sanitas était divisé en deux par les cantons. Ici, le secteur Pasteur situé dans la canton de Tours-Sud, au sud de l'avenue du Général de Gaulle.

Lors de sa disparition en 2015, le canton de Tours-Sud se composait de la partie de la ville de Tours délimitée de la façon suivante :
- au nord par la rue Roger Salengro, l'avenue de Grammont, la rue Parmentier, la rue Blaise Pascal, la rue de Nantes, la place du Général Leclerc
- à l'est par la rue Édouard Vaillant
- au sud par l'avenue du Général de Gaulle, l'avenue de Grammont, le boulevard Winston Churchill
- à l'ouest par la rue Auguste Chevallier, la rue Stéphane Pitard, le boulevard Marchant-Duplessis, le boulevard Thiers, la rue Auguste Chevallier, la rue de Boisdenier, la rue Giraudeau

## Histoire

### Conseillers généraux de 1833 à 2015
| Période | Période      | Identité                                 | Étiquette           | Qualité |
| ------- | ------------ | ---------------------------------------- | ------------------- | --- |
| 1833    | 1836         | M. de Lagrange                           |                     | Maire de Joué |
| 1836    | 1852         | Baron Georges Tom Hainguerlot            |                     | Propriétaire, banquier, maire de Villandry |
| 1852    | 1871         | Paul Panon Baron Desbassyns de Richemont | Majorité dynastique | Directeur de compagnie de chemins de fer Maire de Saint-Avertin Député (1852-1859), Sénateur (1859-1870)                                        |
| 1871    | 1886         | Antoine-Dieudonné Belle                  | Républicain         | Avocat, propriétaire Député (1876-1889) Sénateur (1894-1915)                                                                                    |
| 1886    | 1919         | Maxime-Hippolyte Oudin                   | Rad.                | Avocat Conseiller municipal de Tours |
| 1919    | 1940         | Ferdinand Morin                          | SFIO                | Mouleur en métaux à la fonderie de Saint-Cyr-sur-Loire Maire de Tours (1925-1942) Député (1914-1942)                                            |
|         |              |                                          |                     | |
| 1943    | 1945         | René Guerrier (1899-1967)                |                     | Polytechnicien Maire de Tours (1942-1944) Nommé conseiller départemental en 1943                                                                |
|         |              |                                          |                     | |
| 1945    | 1949         | Jean Meunier                             | SFIO                | Journaliste Maire de Tours (1944-1947) Député (1936-1940 et 1945-1958) Sous secrétaire d'État (1946-1947) Secrétaire d'État (1949-1950 et 1957) |
| 1949    | 1956 (décès) | Joseph-Marie Leccia                      | RPF puis RS         | Professeur de médecine Premier adjoint au Maire de Tours Sénateur (1948-1955)                                                                   |
| 1956    | 1961         | Pierre Lepage                            | MRP puis UNR        | Comptable, élu en 1961 dans le canton de Tours-Nord                                                                                             |
| 1961    | 1981 (décès) | Jean Chassagne                           | DVD                 | Cheminot Député (1973-1976) |
| 1981    | 2004         | Michel Trochu                            | DVD puis RPR        | Professeur de droit Premier adjoint au maire de Tours jusqu'en 1995                                                                             |
| 2004    | 2015         | Claude-Pierre Chauveau                   | PS                  | Avocat Maire-adjoint de Tours Vice-Président du Conseil Général                                                                                 |

### Conseillers d'arrondissement (de 1833 à 1940)
| Période                                  | Période      | Identité                        | Étiquette                   | Qualité |
| ---------------------------------------- | ------------ | ------------------------------- | --------------------------- | --- |
| 1833                                     | 1839         | M. Latour ainé                  |                             | Ancien employé des contributions indirectes, propriétaire à Tours                                                                |
|                                          |              |                                 |                             | |
| avant 1883                               |              | Auguste Gaucher-Besnard         |                             | Propriétaire, négociant en vin, maire de Montlouis                                                                               |
|                                          |              |                                 |                             | |
| 1919                                     | 1925         | Joseph Meunier                  | SFIO puis PC-SFIC puis SFIO | Conseiller municipal de Tours |
| 1925                                     | 1931         | Robespierre Hénault (1881-1963) | PC-SFIC                     | Ancien cheminot, inspecteur d'assurances, maire de Saint-Pierre-des-Corps Condamné à six mois de prison en 1931                  |
| 1931                                     | 1931 (décès) | Edmond Hypeau (1896-1931)       | SFIO                        | Mutilé de guerre, employé de bureau au centre d'appareillage, adjoint au maire de Tours                                          |
| 1931                                     | 1937         | Louis Lespine (1886-1980)       | SFIO                        | Employé des postes, adjoint au maire de Tours                                                                                    |
| 1937                                     | 1940         | Alfred Bernard (1899-1944)      | SFIO                        | Ancien comptable aux PTT, ancien secrétaire adjoint du PC-SFIC Décédé le 27 juillet 1944 des suites des tortures subies à Angers |
| 1940                                     |              |                                 |                             | Les conseils d'arrondissement ont été suspendus par la loi du 12 octobre 1940 et n'ont jamais été réactivés                      |
| Les données manquantes sont à compléter. |              |                                 |                             | |

## Démographie
| 1962 | 1968 | 1975 | 1982 | 1990   | 1999   | 2006   | 2011   | 2012   |
| ---- | ---- | ---- | ---- | ------ | ------ | ------ | ------ | ------ |
| -    | -    | -    | -    | 17 668 | 18 435 | 18 442 | 18 379 | 18 115 |

### Sources
1. ↑  Journal officiel de la République française. Lois et décrets, parution 23 mai 1943, (en ligne).
2. ↑  « L'Indépendant du Berry : organe socialiste indépendant ["puis" organe social] de l'Indre et du Cher : édition spéciale du Blanc... », sur Gallica, 1er août 1925 (consulté le 19 novembre 2023).
3. ↑  https://maitron.fr/spip.php?article16383, notice BERNARD Alfred, Daniel. Pseudonyme : A.-B. RENARD par Jean Maitron, version mise en ligne le 20 octobre 2008, dernière modification le 26 novembre 2018.
4. ↑  Structure de la population du canton de 1968 à l'année de la dernière population légale connue
5. ↑  Fiches Insee - Populations légales du canton pour les années 2006, 2011, 2012